# گری اوکز
گری اوکز (انگلیسی: Gary Oakes؛ زادهٔ ۲۱ september ۱۹۵۸ (۶۶ سال)) ورزشکار دو و میدانی اهل بریتانیا است.